# Oftringen
Oftringen (schweizerdeutsch: ˈɔftrɪɡə) ist eine Einwohnergemeinde im Schweizer Kanton Aargau. Sie gehört zum Bezirk Zofingen, liegt im Wiggertal und grenzt an den Kanton Solothurn. Mit über 15'000 Einwohnern ist Oftringen die fünftbevölkerungsreichste Gemeinde des Kantons.

## Geographie
Die Gemeinde erstreckt sich über den östlichen Teil der Wigger-Ebene. Sie besitzt kein eigentliches Zentrum, sondern ist eine Streusiedlung. Die Ortsteile nördlich der Autobahn sind mit Aarburg zusammengewachsen. Der Ortsteil Kreuzstrasse entstand am Schnittpunkt der wichtigsten Hauptstrassen der Schweiz (Zürich–Bern bzw. Basel–Luzern). Nördlich davon liegt der Ortsteil Schwarzhoor am Fusse des steil aufragenden Engelbergs (691 m ü. M.), der die natürliche Grenze zum Aaretal zwischen Olten und Aarau bildet.
Südlich der Autobahn ist ein zweiter Siedlungsschwerpunkt mit der Ortschaft Küngoldingen (Ortsteile Bühnenberg, Ruhbank) und dem Ortsteil Wirtshüsli entstanden. Deren Bebauung ist mit jener Zofingens zusammengewachsen. Der südöstliche Teil des Gemeindegebiets besteht aus einer erhöht liegenden Ebene, die halbkreisförmig von sanft ansteigenden bis mittelsteilen Hügeln umgeben ist. Der höchste Punkt dieser Hügelkette ist die Hochwacht (654 m ü. M.). Die Wigger bildet die südwestliche Gemeindegrenze. Parallel dazu, etwa dreihundert Meter weiter östlich, fliesst durch Kreuzstrasse der Aarburger Mühletych. Dabei handelt es sich um einen künstlichen Seitenarm, der zu Beginn des 16. Jahrhunderts angelegt wurde. Er diente zum Antreiben von Mühlrädern, einige Jahrhunderte später als Wasserkraftlieferant für die Industrie.
Die Fläche des Gemeindegebiets beträgt 1285 Hektaren, davon sind 432 Hektaren bewaldet und 429 Hektaren überbaut. Der höchste Punkt befindet sich auf 664 Metern auf dem Säli, einem Teil der Engelberg-Kette, der tiefste auf 405 Metern an der Wigger. Nachbargemeinden sind Safenwil im Osten, Zofingen und Strengelbach im Süden, Rothrist im Südwesten, Aarburg im Nordwesten sowie die solothurnischen Gemeinden Starrkirch-Wil, Dulliken und Walterswil im Norden.

## Geschichte
Das Gebiet von Oftringen war bereits während der Mittelsteinzeit vor rund 10'000 Jahren besiedelt. Aus römischer Zeit stammen die Reste eines weitläufigen Gutshofs. Im 7. Jahrhundert gründeten alamannische Einwanderer eine Streusiedlung. Ofteringa wird zum ersten Mal im Jahr 893 in einer Klageschrift des Fraumünsters in Zürich urkundlich erwähnt. Der Ortsname stammt vom althochdeutschen Oftharingun, was «bei den Leuten des Ofthar» bedeutet. Die erste Erwähnung des Dorfes Küngoldingen erfolgte 1346 (als Kuinnolfingen). Im Mittelalter war Oftringen im Besitz der Grafen von Frohburg, später der Habsburger.
Küngoldingen gehörte zum Herrschaftsbereich der Grafen von Lenzburg, ab 1173 zu jenem der Grafen von Kyburg. Nachdem diese ausgestorben waren, übernahmen die Habsburger 1273 die Landesherrschaft und die Blutgerichtsbarkeit. Zu jener Zeit befand sich auf dem Sodhubel (Gemeindegebiet Oftringen, an Safenwil angrenzend) die kleine Burg Scherenberg, von der nur die Fundamente erhalten geblieben sind. Ab 1361 gehörte das Dorfgebiet von Küngoldingen auch den Herren von Ifenthal.

Luftansicht (1967)

Auf dem Säli errichteten die Herren von Ifenthal die Alt-Wartburg. Sie wurde 1415 zerstört, als die Eidgenossen den Aargau eroberten. Oftringen lag nun im Untertanengebiet der Stadt Bern, dem so genannten Berner Aargau. Administrativ gehörte die Gemeinde zum Amt Aarburg, in geistlichen Dingen war sie dem Chorherrenstift in Zofingen unterstellt. 1528 führten die Berner die Reformation ein. 1663 baute Oftringen ein erstes Schulhaus, um 1740 entstand ein zweites in Küngoldingen. Die Franzosen nahmen im März 1798 die Schweiz ein, beendeten die Herrschaft der «Gnädigen Herren» von Bern und riefen die Helvetische Republik aus. Seither gehört Oftringen zum Kanton Aargau.
Jahrhundertelang war Oftringen durch die Landwirtschaft und das damit eng verbundene Kleingewerbe geprägt. Mit der Industrialisierung im 19. Jahrhundert änderte sich dies jedoch. Vor allem nach der Eröffnung der Eisenbahnlinie Aarau–Olten–Emmenbrücke am 9. Juni 1856 und der Linie nach Herzogenbuchsee am 16. März 1857 siedelten sich zahlreiche Industriebetriebe an und profitierten von der günstigen Verkehrslage. Erst seit 1920 hat Oftringen eine eigene Kirchgemeinde, die erste Kirche entstand 1933. Der Bau der Autobahnen verstärkte das Wachstum weiter. Vor allem in der Hochkonjunkturphase zwischen 1950 und 1970 wuchs das Dorf sehr stark. Während der Wirtschaftskrise der 1970er Jahre herrschte eine Stagnation, seit 1980 steigt die Einwohnerzahl wieder leicht an. Die 10'000er-Grenze wurde im Dezember 1995 überschritten. Ab 1974 besass Oftringen ein Gemeindeparlament, das jedoch 1989 in einer Volksabstimmung wieder abgeschafft wurde.

## Sehenswürdigkeiten

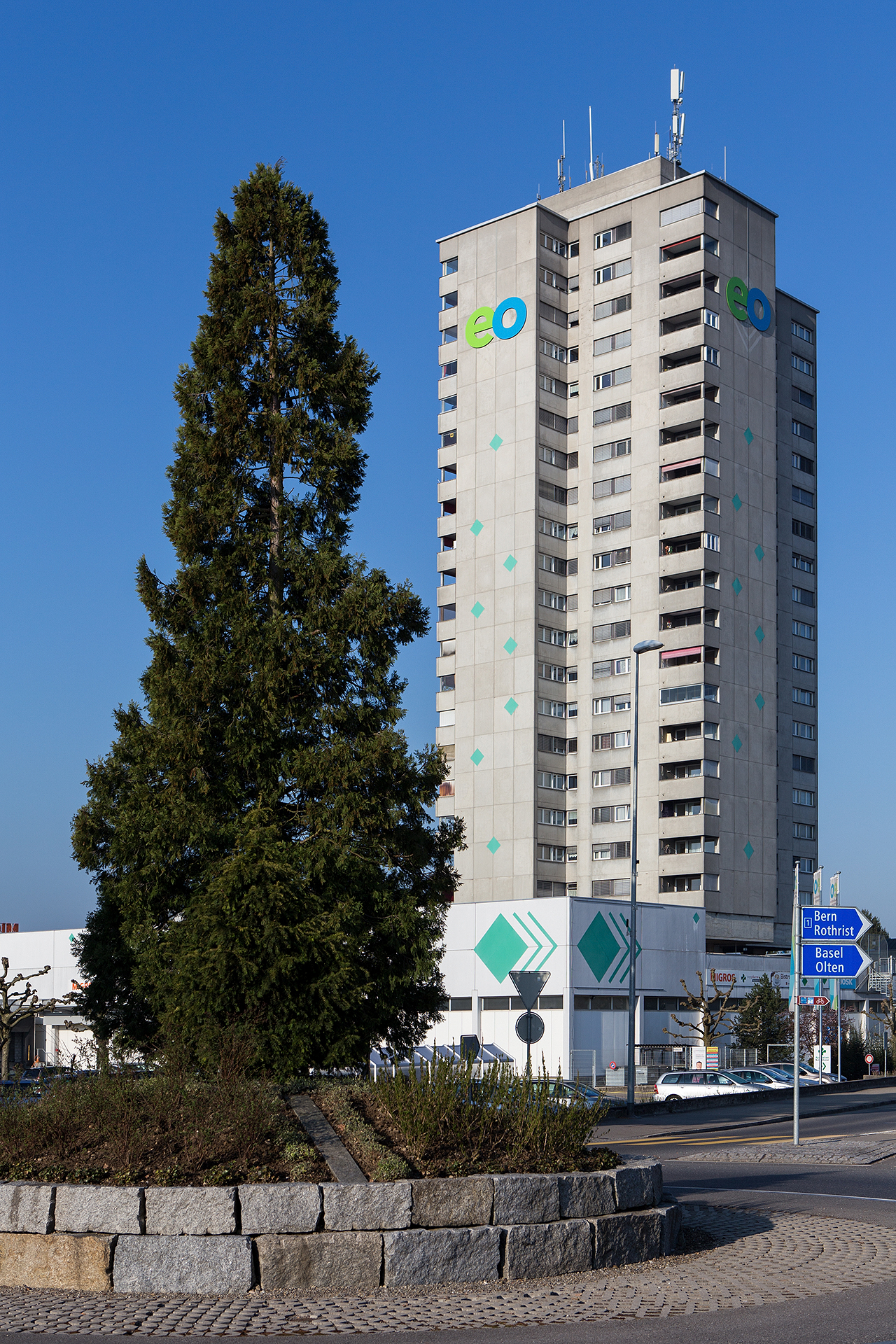
Einkaufszentrum mit Hochhaus

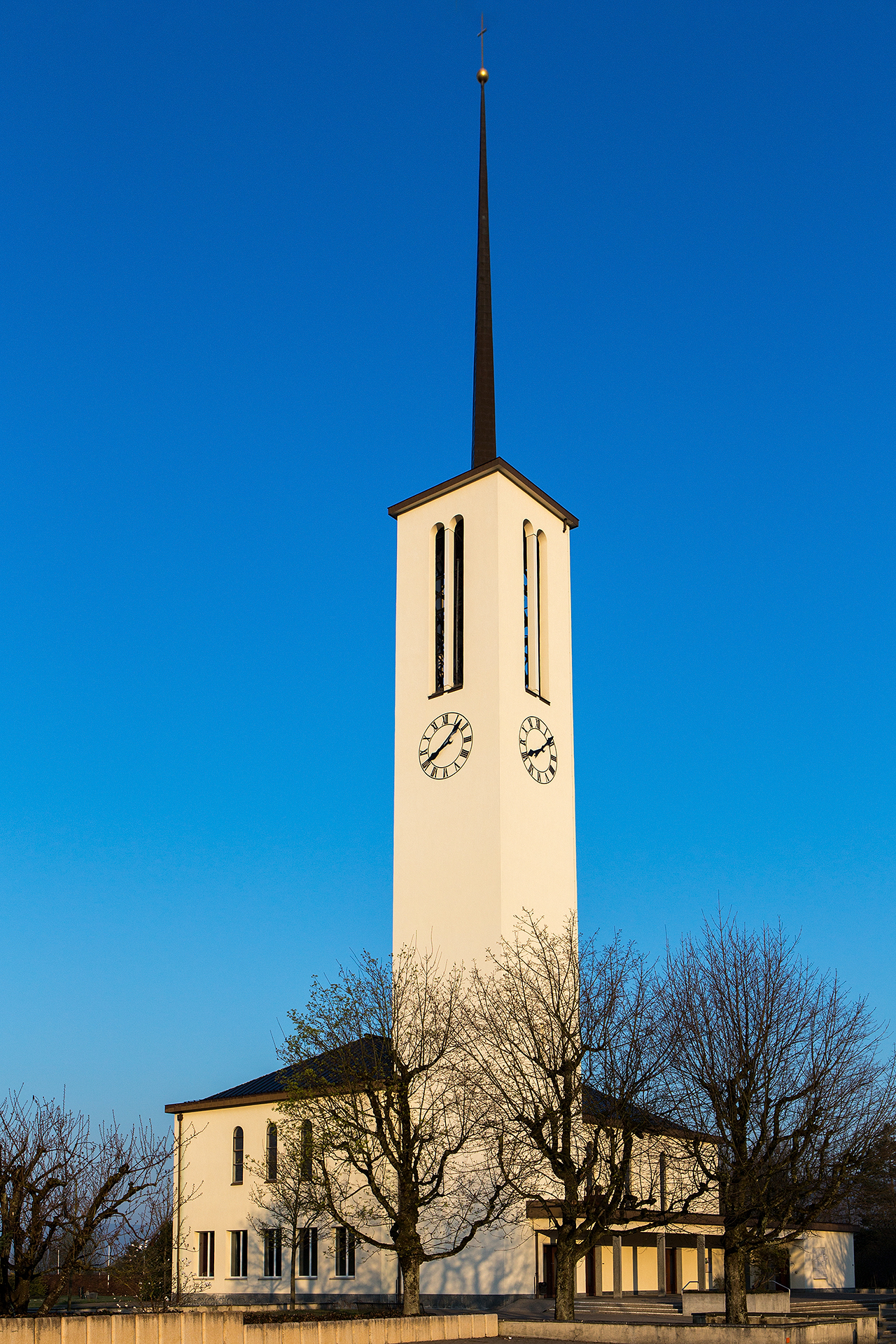
Reformierte Kirche

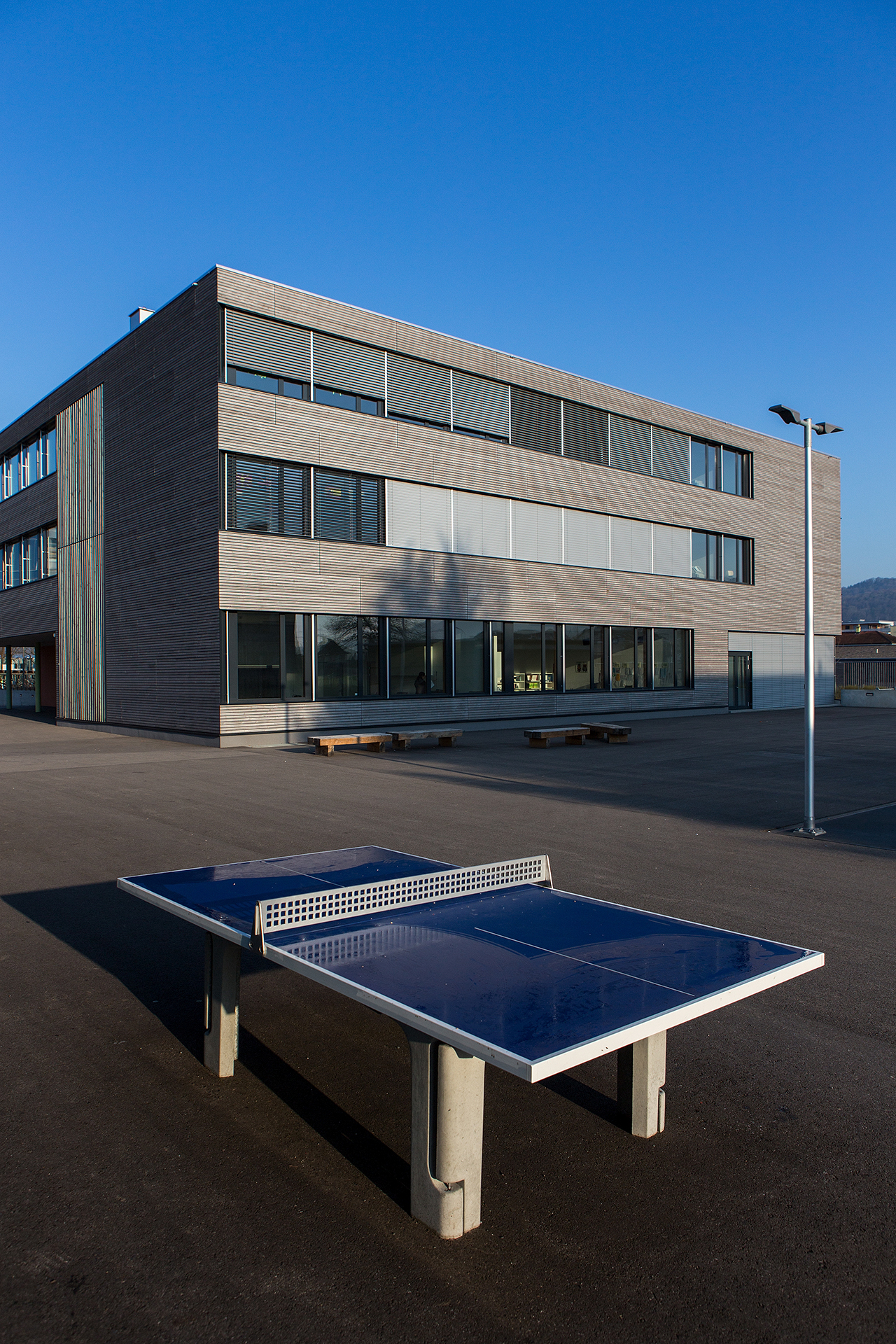
Primarschulhaus

Auf dem Säli, einem Nebengipfel des Engelbergs, befindet sich die Alt-Wartburg, eine im Jahr 1415 zerstörte Burg, von der nur noch Ruinen übrig geblieben sind. Der Ortsteil Kreuzstrasse wird geprägt von Bürgerhäusern, die Ende des 18. Jahrhunderts im klassizistischen Stil erbaut wurden. Erst 1933/34 erhielt Oftringen eine eigene Kirche, das auffälligste Merkmal dieses Gebäudes ist die markante stilettförmige Kirchturmspitze.
Von der Ruine Scherenberg bei Küngoldingen sind nur noch einzelne Mauerreste und ein mittlerweile fast eingefallener Sodbrunnen (samt längst verschütteten unterirdischen Gängen) übrig, sehenswert sind jedoch die Tier- und andere Wandreliefs in unmittelbarer Nähe, die ein «Aussteiger» zu Beginn des 20. Jahrhunderts in die Sandsteinwände meisselte. Sehenswert ist das Ortsmuseum Oftringen. Es besteht aus zwei Gebäuden, dem «Alten Löwen» und dem «Hochstudhaus». Das Hochstudhaus zeigt bäuerliches Leben und Arbeiten (Geräte und Werkzeuge). Im Alten Löwen, dem zweitältesten Steinhaus des Dorfes, sind Wechselausstellungen zum Dorfleben und zur Geschichte zu sehen. Jedes Jahr finden neue Sonderausstellungen statt.

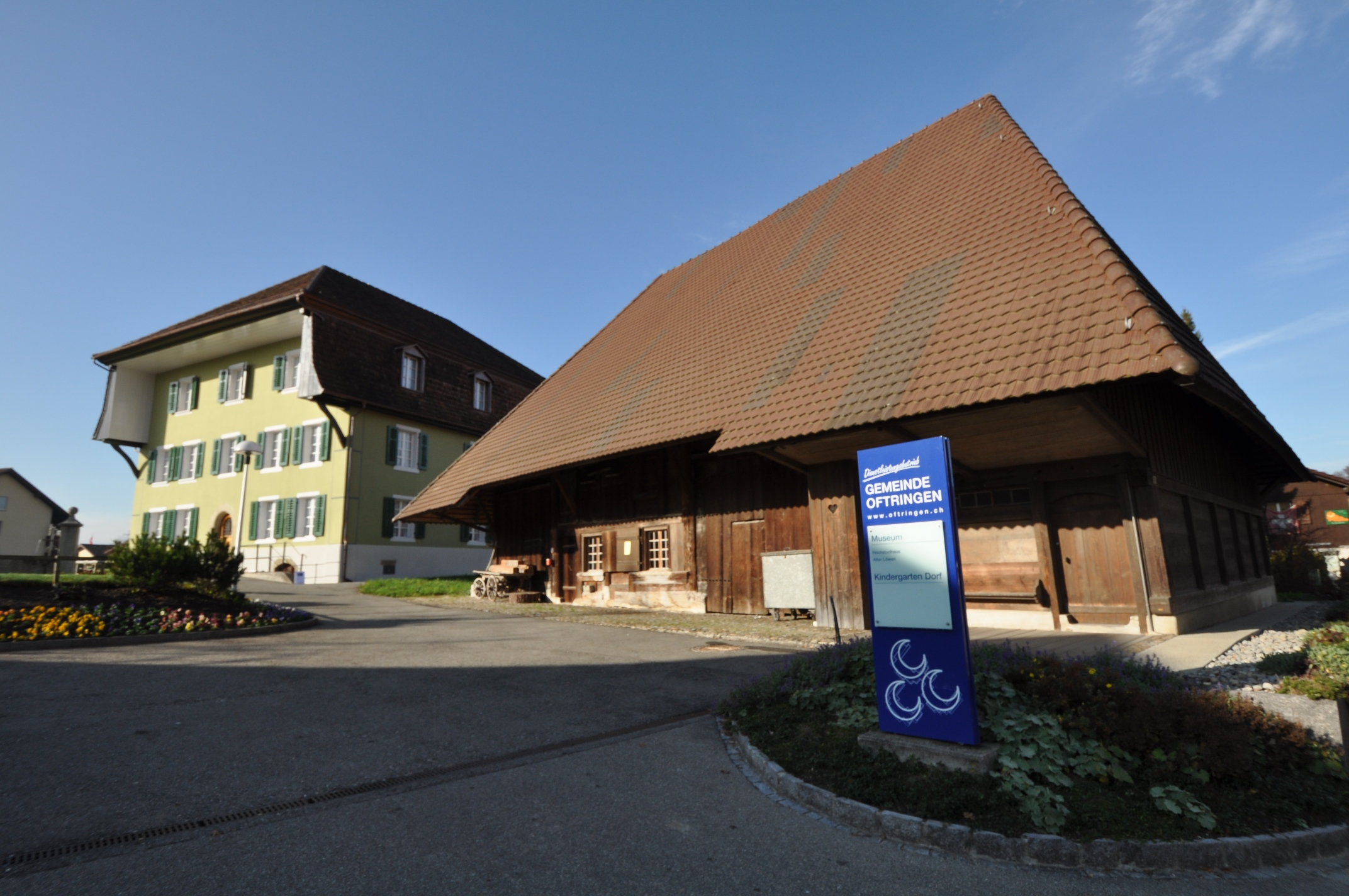
Ortsmuseum
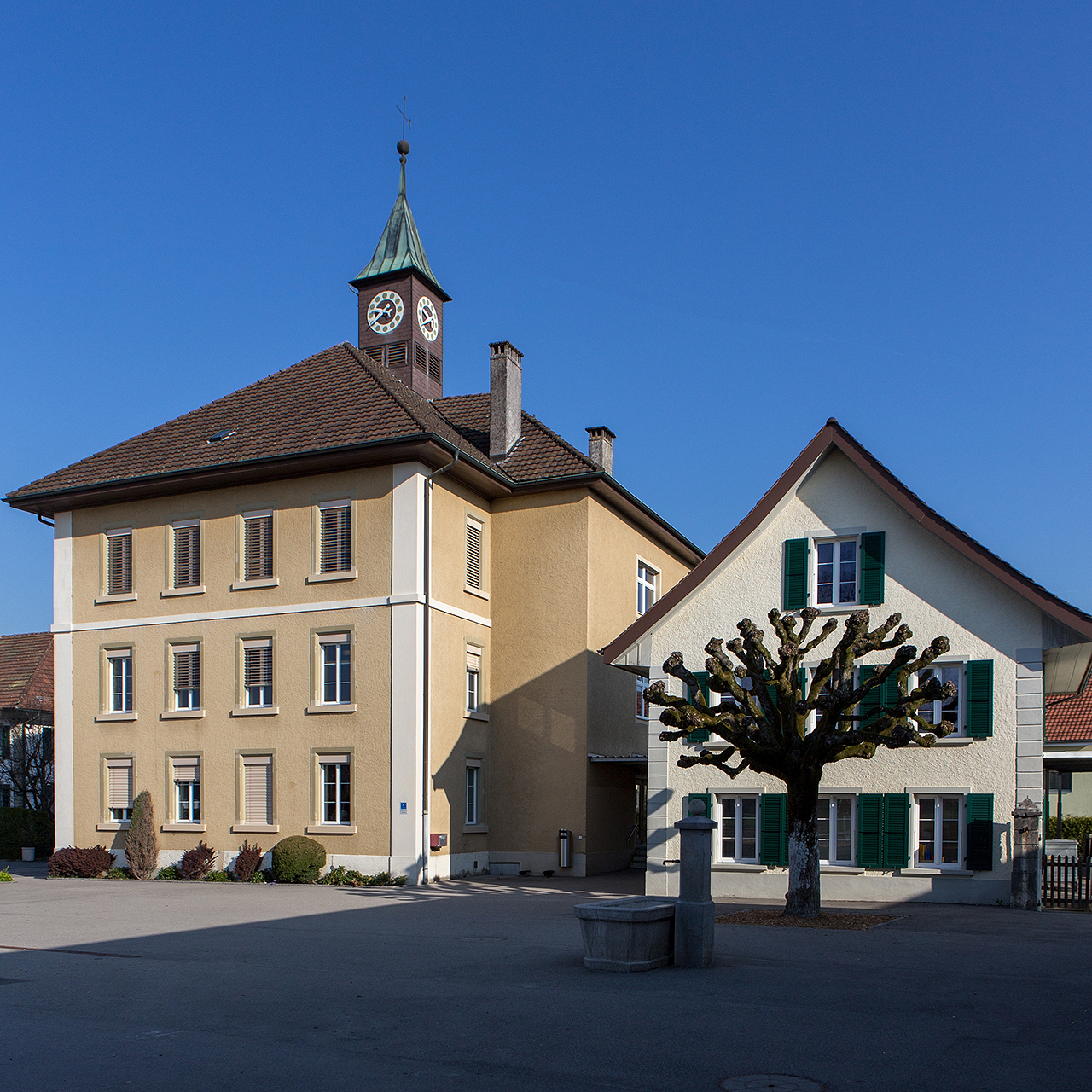
Dorfschulhaus im alten Dorfkern
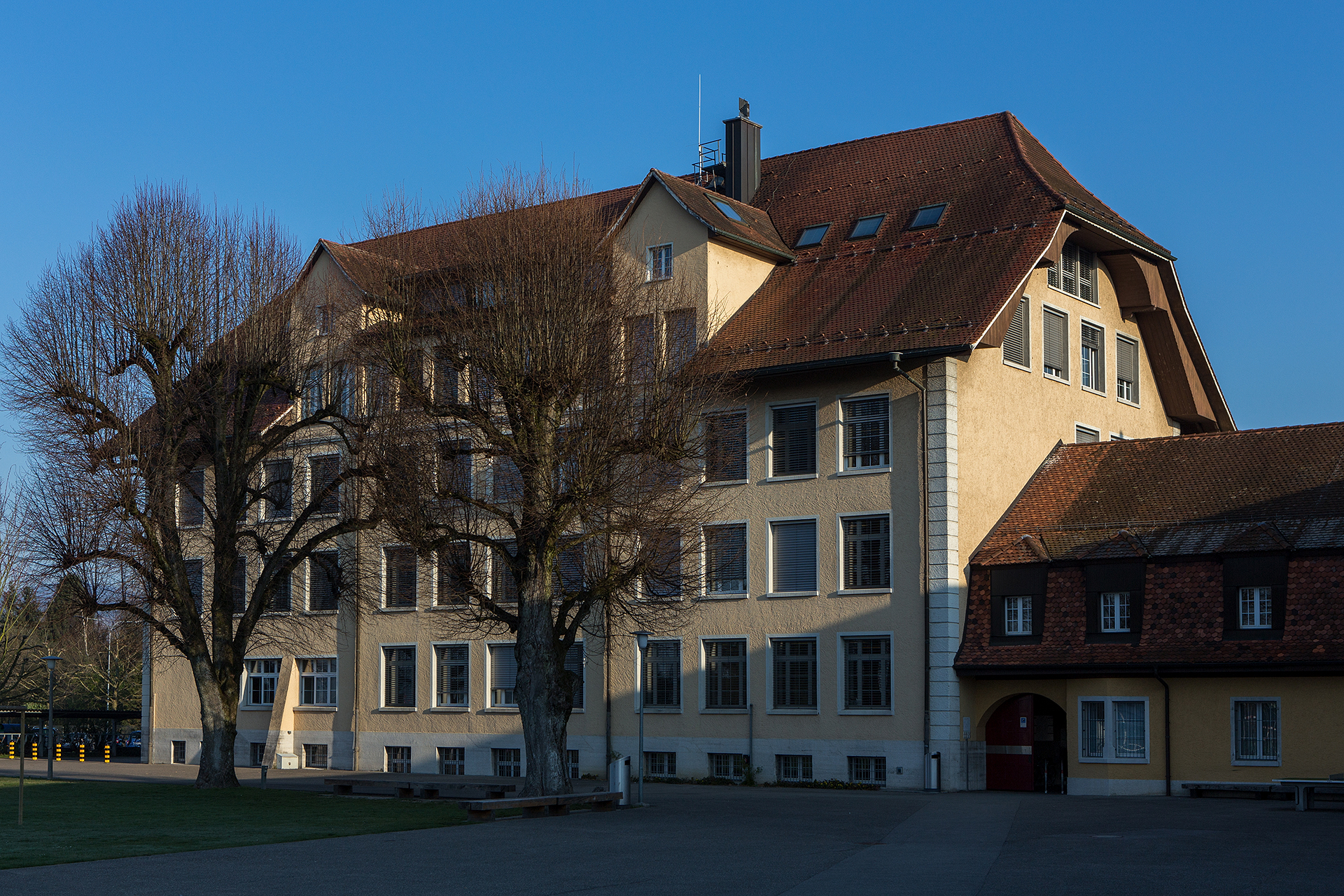
Realschulhaus
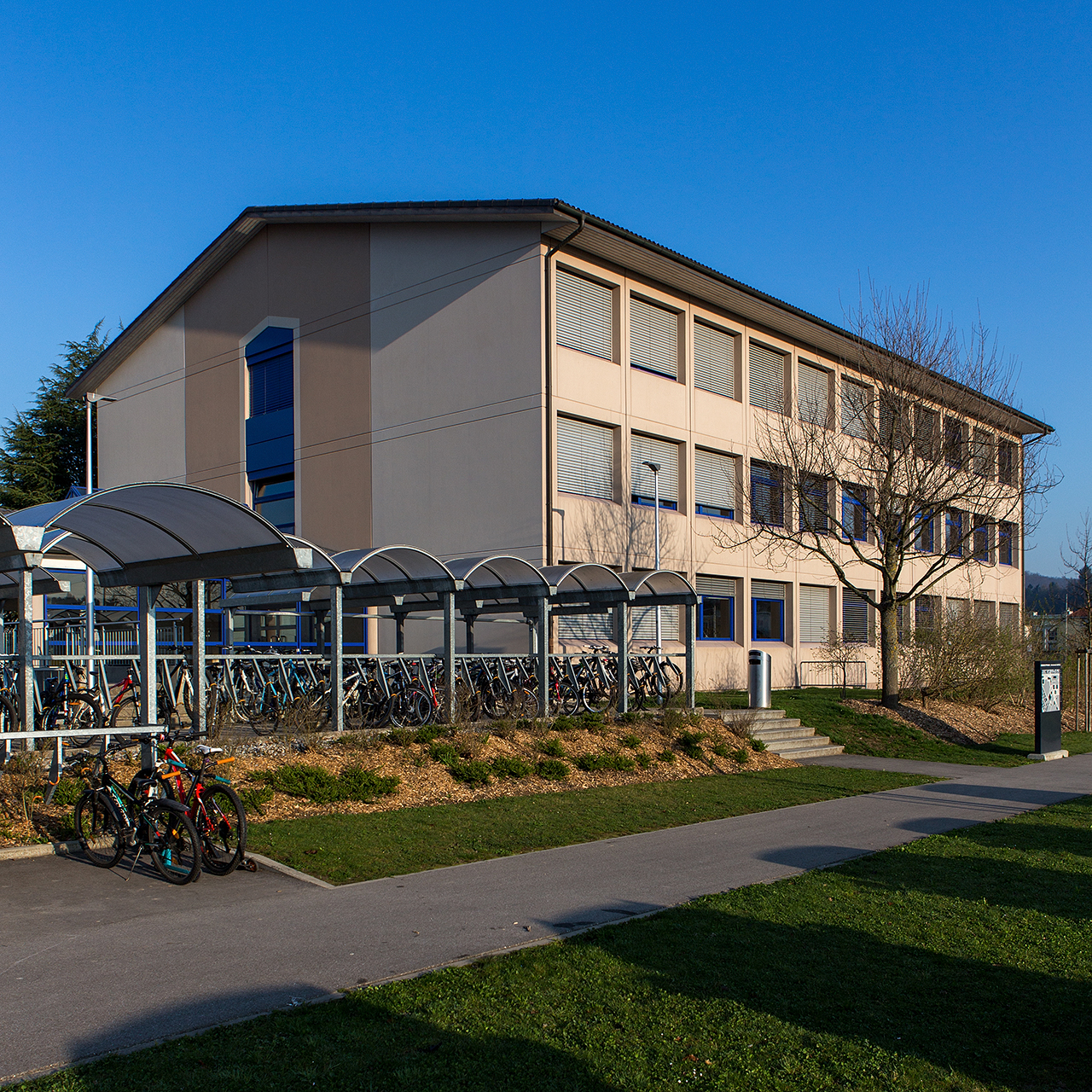
Sekundarschulhaus
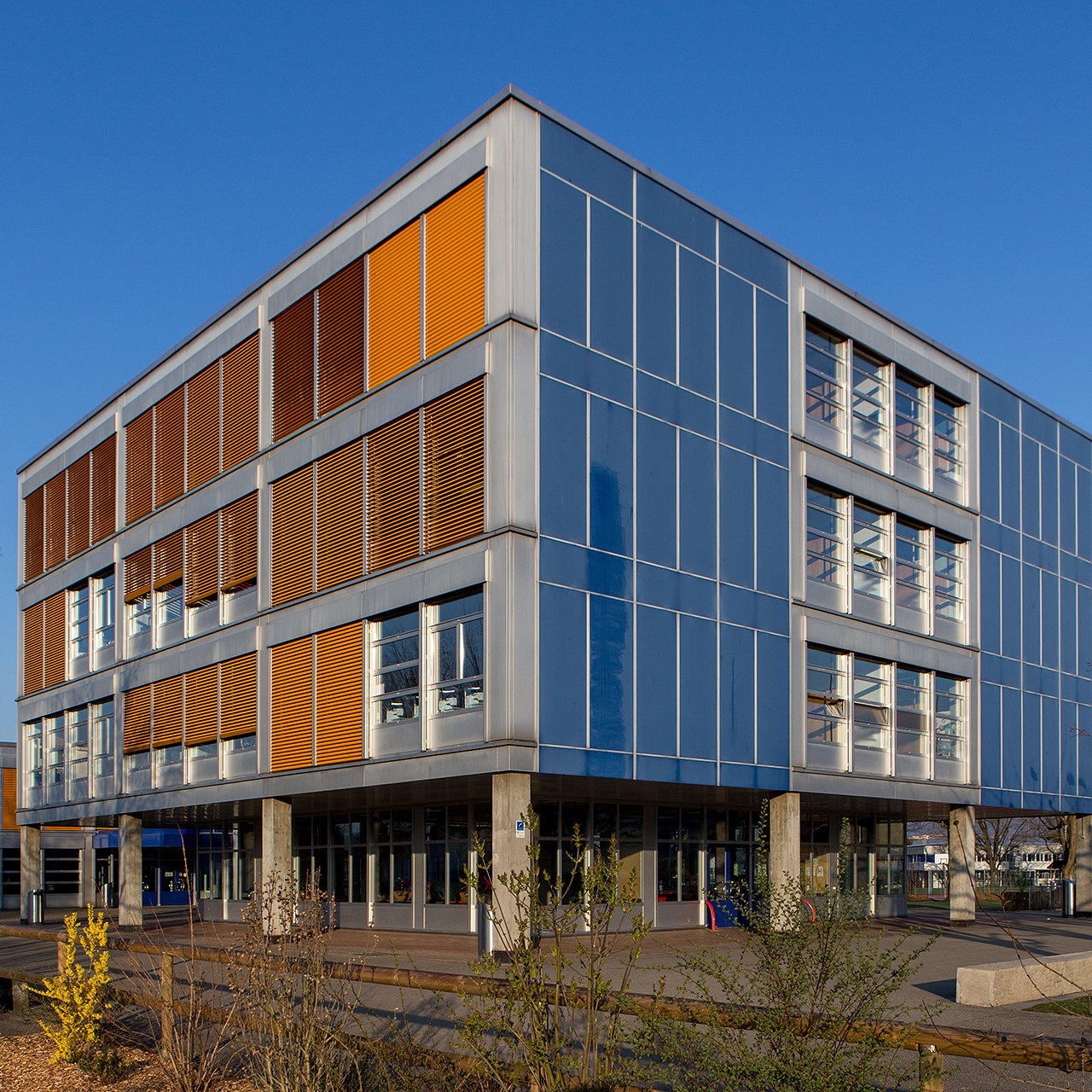
Bezirksschulhaus

## Wappen
Die Blasonierung des Gemeindewappens lautet: «In Blau drei (2,1) steigende weisse Halbmonde.» Die drei Halbmonde waren bereits 1811 auf dem Gemeindesiegel abgebildet, allerdings mit Gesicht und über einem grünen Dreiberg. Abgeleitet war das Wappen von jenem der Herren von Ofteringen aus dem Wutachtal, bereits 1621 wurde es mit Oftringen in Verbindung gebracht. Im Jahre 1953 liess man die Gesichter und den Dreiberg weg.

## Bevölkerung
Die Einwohnerzahlen entwickelten sich wie folgt:
| Jahr      | 1764 | 1850  | 1900  | 1930  | 1950  | 1960  | 1970  | 1980  | 1990  | 2000   | 2010   | 2020   |
| Einwohner | 884  | 2'584 | 3'247 | 4'212 | 5'350 | 7'731 | 9'189 | 9'006 | 9'883 | 10'243 | 12'326 | 14'455 |

Am 31. Dezember 2023 lebten 15'080 Menschen in Oftringen, der Ausländeranteil betrug 40 %. Bei der Volkszählung 2015 bezeichneten sich 25,6 % als reformiert und 24,7 % als römisch-katholisch; 49,7 % waren konfessionslos oder gehörten anderen Glaubensrichtungen an. 81,4 % gaben bei der Volkszählung 2000 Deutsch als ihre Hauptsprache an, 5,4 % Italienisch, 3,7 % Serbokroatisch, 2,5 % Albanisch, 1,8 % Türkisch, 1,1 % Portugiesisch, 1,0 % Spanisch und 0,7 % Französisch.

## Politik und Recht
Die Versammlung der Stimmberechtigten, die Gemeindeversammlung, übt die Legislativgewalt aus. Ausführende Behörde ist der fünfköpfige Gemeinderat. Er wird im Majorzverfahren vom Volk gewählt, seine Amtsdauer beträgt vier Jahre. Der Gemeinderat führt und repräsentiert die Gemeinde. Dazu vollzieht er die Beschlüsse der Gemeindeversammlung und die Aufgaben, die ihm vom Kanton zugeteilt wurden.
Die fünf Gemeinderäte der Amtsperiode 2022–2025 sind:
- Hanspeter Schläfli (FDP), Gemeindeammann
- Markus Steiner (SP), Vizeammann
- Werner Amsler (Pro Oftringen)
- Ruth Stauch (parteilos)
- Sarah Sommer (parteilos)

Für Rechtsstreitigkeiten ist in erster Instanz das Bezirksgericht Zofingen zuständig. Oftringen gehört zum Friedensrichterkreis XV (Rothrist).
Bei den Schweizer Parlamentswahlen 2023 betrugen die Wähleranteile in Oftringen: SVP 40,52 % (+6,7 %), SP 16,9 % (−2,4 %), FDP 11,3 % (−0,9 %), Mitte 8,3 % (−1,1 %), EVP 6,6 % (−0,2 %), glp 5,7 % (−1,7 %), Grüne 5,5 % (−2,2 %), EDU 2,1 % (+0,7 %).
Oftringen führte 1974 den Einwohnerrat ein, schaffte diesen aber 1989 wieder ab und kehrte zur «ordentlichen Gemeindeorganisation» mit Gemeindeversammlung zurück. Ein Versuch zur Wiedereinführung scheiterte 2015.

## Wirtschaft
In Oftringen gibt es gemäss der im Jahr 2015 erhobenen Statistik der Unternehmensstruktur (STATENT) rund 5250 Arbeitsplätze, davon 2 % in der Landwirtschaft, 26 % in der Industrie und 72 % im Dienstleistungsbereich. Aufgrund der idealen Lage neben der Autobahn haben sich zahlreiche Dienstleistungsunternehmen angesiedelt. Der bekannteste Industriebetrieb ist Omya (Füllstoffe und Pigmente), dessen Konzernsitz sich in Oftringen befindet. Die Senn AG ist im Stahl- und Metallbau tätig. Es gibt drei Einkaufszentren, das Einkaufszentrum eo-Tychboden, das Perry-Center (auf Aarburger Gemeindegebiet) und das Center a1. Viele Erwerbstätige sind Wegpendler und arbeiten in Zofingen oder Olten.

## Verkehr

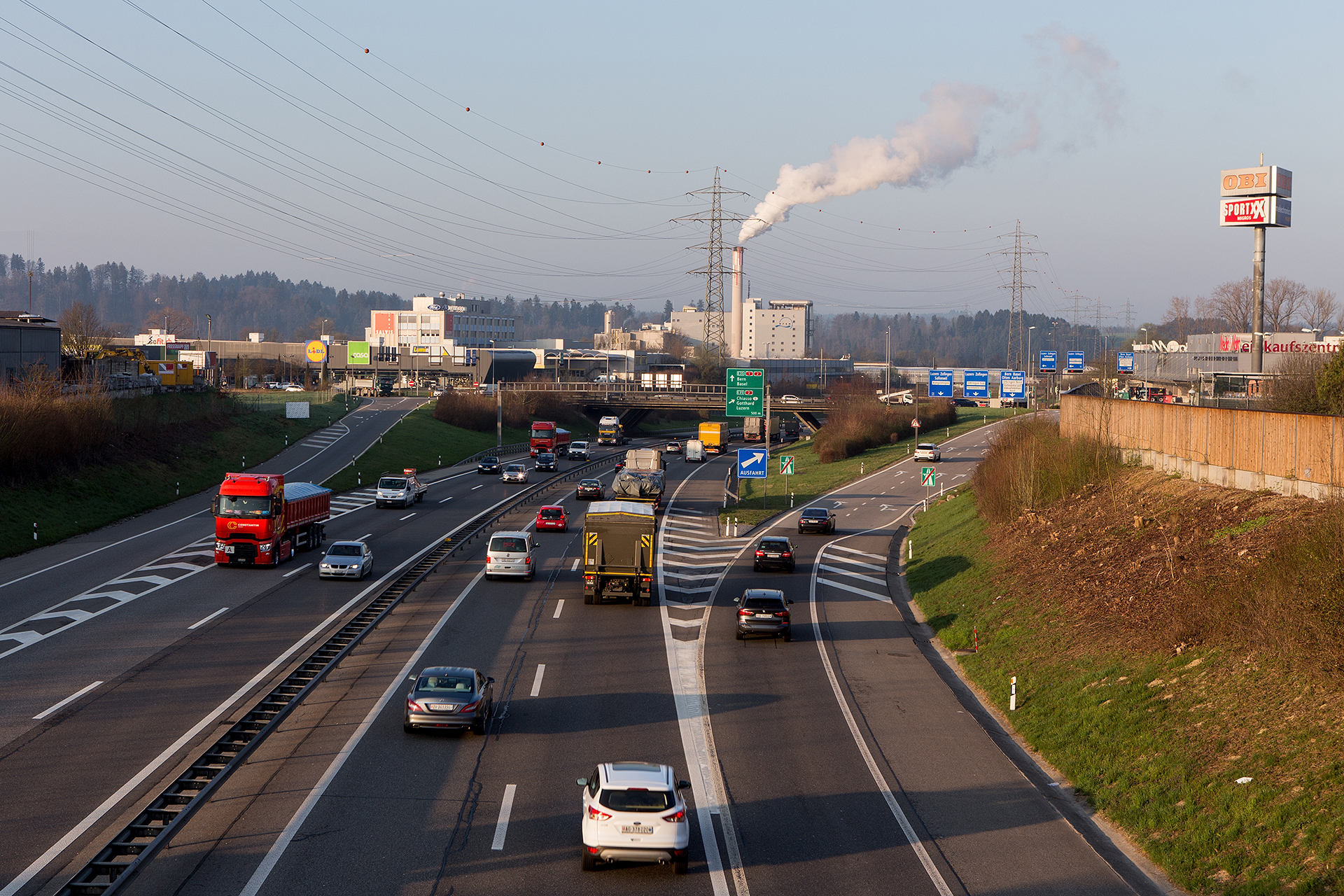
Autobahn A1

Oftringen ist verkehrstechnisch ausserordentlich günstig neben dem Autobahndreieck Wiggertal gelegen, wo die A2 auf die A1 trifft. Im Ortsteil Kreuzstrasse kreuzen sich ausserdem die zwei wichtigsten Hauptstrassen der Schweiz, die Hauptstrasse 1 von Zürich nach Bern und die Hauptstrasse 2 von Basel nach Luzern.

### Regionalverkehr
Der SBB-Bahnhof Aarburg-Oftringen liegt knapp ausserhalb der Gemeindegrenze; es verkehren Regionalzüge nach Olten, Aarau und Luzern. Der Ortsteil Küngoldingen besitzt einen eigenen Bahnhof an der Bahnstrecke Zofingen–Lenzburg.
Ab Bahnhof Aarburg-Oftringen
- S 29 Sursee – Zofingen – Olten – Aarau – Wildegg – Brugg – Turgi
- S 23 Langenthal – Olten – Aarau – Lenzburg – Brugg – Baden
- 24 Luzern – Sursee – Olten  (Nach Olten ab 22:00–00:00)
- 1 Bahnhof Olten – Aarburg-Oftringen – Bahnhof Zofingen – Brittnau-Wikon Bhf – Reiden – Dagmersellen – Bahnhof Sursee – Emmenbrücke – Bahnhof Luzern (S Bahn Luzern)

Ab Bahnhof Küngoldingen
- S 28 Zofingen – Lenzburg

### Nahverkehr
Drei Buslinien der Gesellschaft Limmat Bus erschliessen das Gemeindegebiet; zwischen Zofingen und Aarburg, von Trimbach über Olten und Aarburg zum Center a1 sowie von Zofingen über Rothrist nach Murgenthal. An Wochenenden verkehrt ein Nachtbus von Olten über Oftringen und Zofingen nach Vordemwald sowie über Safenwil nach Aarau
- 508 Oftringen Perry Center – Bahnhof Aarburg-Oftringen – Bahnhof Olten
- 601 Aarburg – Oftringen – Bahnhof Zofingen – Schwimmbad
- 603 Oftringen – Rothrist – Bahnhof Zofingen – Spitalgasse
- N60 Olten Bahnhof – Aarburg – Rothrist – Oftringen – Zofingen – Strengelbach – Vordemwald
- N28 Zofingen Bhf – Oftringen – Safenwil – Kölliken – Entfelden – Suhr – Buchs AG – Aarau Bahnhof

## Bildung
Die Gemeinde verfügt über sechs Kindergarten-Standorte und vier Schulstandorte mit diversen Schulgebäuden, in denen sämtliche Schulstufen der obligatorischen Volksschule besucht werden können (Primarschule, Realschule, Sekundarschule und Bezirksschule). Das nächstgelegene Gymnasium ist die Kantonsschule Zofingen.

## Persönlichkeiten
- Natascha Badmann (* 1966), Triathletin
- Barbara Balzan (* 1969), Jazzsängerin
- Walter Glur (* 1943), Politiker
- Paul Haupt (1889–1978), Verleger
- Markus Hottiger (* 1958), Lehrer, Komponist, Gründer und Leiter von Adonia
- Arnold Lang (1855–1914), Zoologe
- Ursula Mauch (* 1935), Politikerin, Nationalrätin
- Bernhard Schär (* 1956), Sportmoderator
- Theodor Schweizer (1893–1956), autodidaktischer Archäologe
- Max Widmer (1933–2010), Ringer und Schwinger
- Jacob Wothly (1823–1873), Pionier der Fotografie
- Jakob Zimmerli (1863–1940), Politiker